# Генерал-полковник танковых войск
Генерал-полковник танковых войск (Генерал-полковник ТВ) — персональное воинское звание для командного состава танковых войск РККА Вооружённых Сил СССР.

## История
Персональное воинское звание Генерал-полковник ТВ для командного состава танковых войск РККА Вооружённых Сил СССР, было введено 07.05.1940 указом Президиума Верховного Совета СССР «Об установлении воинских званий высшего командного состава Красной Армии», в связи с увеличением количественного состава автобронетанковых формирований в ВС СССР.
Должностная категория для заместителей начальника ГАБУ РККА, начальников АБТВ военного округа (фронта), позднее командующих танковых армий и других.
Указом Президиума Верховного Совета СССР от 26.04.1984 из воинских званий генералов родов войск (артиллерии, танковых войск, инженерных войск, войск связи и технических войск) исключалось наименование рода войск — таким образом звание унифицировалось с общеармейским генерал-полковник.

## Список (год присвоения)
В скобках (список составлен по алфавиту) после имени указано время присвоения воинского звания.
- Архипов, Василий Сергеевич (22.02.1963)
- Бирюков, Николай Иванович (24.04.1944)
- Богданов, Семен Ильич (24.04.1944)[2]
- Бутков, Василий Васильевич (18.02.1958)
- Васильев, Иван Дмитриевич (18.02.1958)
- Вольский, Василий Тимофеевич (26.10.1944)
- Гетман, Андрей Лаврентьевич (03.08.1953)[3]
- Драгунский, Давид Абрамович (06.11.1970)
- Жданов, Владимир Иванович (13.04.1964)
- Зайцев, Михаил Митрофанович (28.10.1976)[4]
- Катуков, Михаил Ефимович (10.04.1944)[5]
- Кожанов, Константин Григорьевич (29.04.1970)
- Коробков, Борис Михайлович (24.04.1944)
- Кравченко, Андрей Григорьевич (13.09.1944)
- Куркин, Алексей Васильевич (24.04.1944)
- Марков, Пётр Алексеевич (16.06.1965)
- Мостовенко, Дмитрий Карпович (11.07.1946)
- Никитин, Матвей Тимофеевич (16.06.1965)
- Новиков, Николай Александрович (02.08.1944)
- Обухов, Виктор Тимофеевич (08.08.1955)
- Орел, Григорий Николаевич (27.04.1962)
- Павлов, Дмитрий Григорьевич (04.06.1940)[6]
- Полубояров, Павел Павлович (11.05.1949)[7]
- Родин, Алексей Григорьевич (15.07.1944)
- Ротмистров, Павел Алексеевич (20.10.1943)[8]
- Рыбалко, Павел Семёнович (30.12.1943)
- Сидорович, Георгий Степанович (27.04.1962)
- Соломатин, Михаил Дмитриевич (26.10.1944)
- Сусайков, Иван Захарович (13.09.1944)
- Сухов, Иван Прокофьевич (12.08.1955)
- Федоренко, Яков Николаевич (01.01.1943)[9]

## Знаки различия

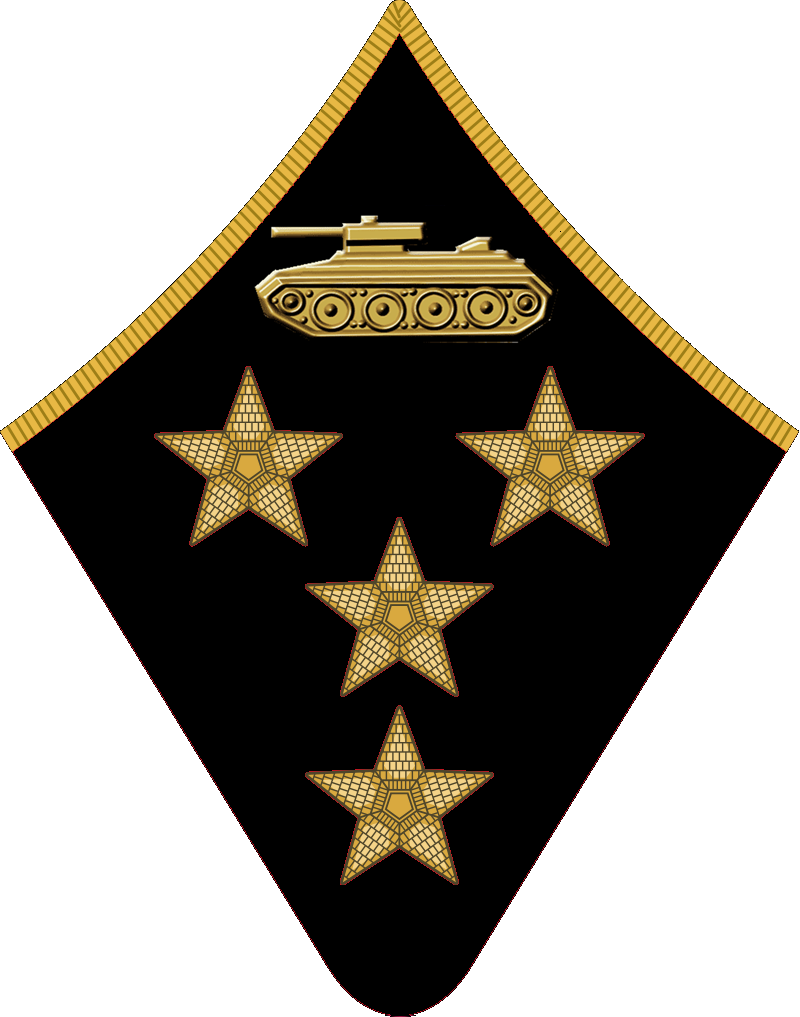
Петличный знак генерал-полковника танковых войск РККА ВС СССР с 1940 по 1943 год.
Парадный погон генерал-полковника танковых войск РККА и СА ВС СССР с 1943 по 1955 год.
Парадный погон генерал-полковника танковых войск СА ВС СССР с 1955 по 1984 год.